# Coeur d’Alene Lake
Der Coeur d’Alene Lake (gebräuchlicher: Lake Coeur d’Alene) ist ein 48 km langer, zwischen anderthalb und fünf Kilometer breiter See mit rund 175 km Uferlänge im Norden des US-Bundesstaates Idaho. Der See wird durch die Flüsse Coeur d’Alene River und Saint Joe River gespeist und ist beliebt bei Anglern und Paddlern. Der Abfluss des Sees, der 649 m über dem Meeresspiegel liegt, ist der Spokane River.
Der See ist glazialen Ursprungs. Anfang des 20. Jahrhunderts wurde der Wasserspiegel des Sees durch die Errichtung eines Staudamms am Spokane River angehoben und die Seefläche dadurch vergrößert. Als die Holzindustrie Fuß fasste, war der See ein Hauptverkehrsweg, um Holz im Kootenai County zu transportieren. Bis zu einem Feuer im Jahre 1917 sollte Harrison der County Seat werden, da die rasch wachsende Holzfällerstadt verkehrsgünstig am Zusammenfluss von St. Joe River und Coeur d’ Alene River lag. Nach dem Feuer zogen die Sägewerke zum größten Teil in die Stadt Coeur d’Alene, die schließlich zum County Seat erhoben wurde.
Auf dem Grund des Sees liegen einige Fahrzeuge vom Typ Ford Modell T, da in den frühen 1900er-Jahren die Menschen im Winter über das Eis des Sees fuhren, um sich einen großen Umweg außenherum zu ersparen. Manchmal brach das Eis unter den Fahrzeugen, die dann versanken. Ebenfalls auf dem Grund des Sees liegen einige Dampfboote, die angezündet wurden, als die Fährleute um den See sie nicht mehr benötigten. Beide Arten von Wracks sind ein häufiges Ziel von Tauchern.
Lake Coeur d’Alene ist während des Sommers ein beliebtes Urlaubsziel. Es ist möglich, Weißkopfseeadler bei der Jagd auf Rotlachse auf dem See zu beobachten.
Durch die Environmental Protection Agency (EPA) wurden Versuche unternommen, den See von Schwermetallverunreinigungen zu entlasten, die durch jahrzehntelangen Bergbau oberhalb des Sees entstanden. Kommunale Politiker und andere Einflüsse haben diese Bemühungen bislang verhindert. Experten raten deswegen, keine Fische aus dem See zu essen und nach dem Schwimmen darin ausgiebig zu duschen. Im südlichen Drittel des Ostufers führt ein Teil der stillgelegten Bahnlinie und heutigen State Parks Trail of the Coeur d’Alenes entlang, dessen ebenfalls schwermetallverseuchter Bahnkörper durch den asphaltierten Radweg den Umwelteinflüssen entzogen wurde. Am Südufer liegt auch noch der Heyburn State Park.
Der Stamm der Coeur d’Alene besitzt ein Drittel des Lake Coeur d’Alene. In der Rechtssache Idaho vs. United States entschied der Oberste Gerichtshof der Vereinigten Staaten zugunsten einer Executive Order, die 1873 von Ulysses S. Grant erlassen wurde und dem Stamm das Eigentum übertrug. Während die Entscheidung des Gerichtes keinen Einfluss auf die Nutzung und den Zugang hatte, entschied die EPA, dass der Stamm die Anforderungen an die Wasserqualität in seinem Teil des Gewässers selbst bestimmen kann.

## Wasserkraftwerk Post Falls
15 Kilometer westlich des Sees spaltet sich dessen Abfluss, der Spokane River, in drei Kanäle. An dieser Stelle wurden Anfang des 20. Jahrhunderts drei Gewichtsstaumauern aus Beton errichtet. Das am mittleren Kanal gelegene Kraftwerk mit einer heutigen Leistung von 14,75 MW wurde im Juli 1906 in Betrieb genommen. Die Fallhöhe beträgt 15 m. Die durchschnittliche Jahresleistung liegt bei 88.500 MWh. Der Durchfluss beträgt 153 m³/s. Der Stauraum umfasst 275 Millionen m³.